# 英守水库
英守水库是中国辽宁省抚顺市抚顺县境内的一座水库，位于浑河支流古城河上，建于1965年。水库正常库容为660万立方米，集雨面积为55平方千米，海拔为86.55米。